# Route départementale 86 (Pyrénées-Orientales)
Pour les articles homonymes, voir Route départementale 86.
La route départementale 86 ou RD 86 est une route départementale française reliant Banyuls-sur-Mer à Collioure.

## Tracé
- Banyuls-sur-Mer
- Mas Reig
- Col de Llagastera
- Col des Gascons
- Collioure